# NGC 2050
NGC 2050 is een open sterrenhoop in het sterrenbeeld Goudvis. Het hemelobject werd in 1835 ontdekt door de Britse astronoom John Herschel.

## Synoniemen
- ESO 56-SC170